# Frederick Gebhard
Frederick Gebhard (c. 1860-1910) fue un acaudalado propietario de caballos de carreras estadounidense. Cuando tenía 22 años de edad, se hizo popular por su relación con la famosa actriz británica Lillie Langtry, conocida por haber sido la amante del Príncipe de Gales (el que después sería rey Eduardo VII de Inglaterra). La relación entre Gebhard y Langtry duró nueve años. Se especuló con que se habían casado, pero nunca llegaron a hacerlo.

## Familia

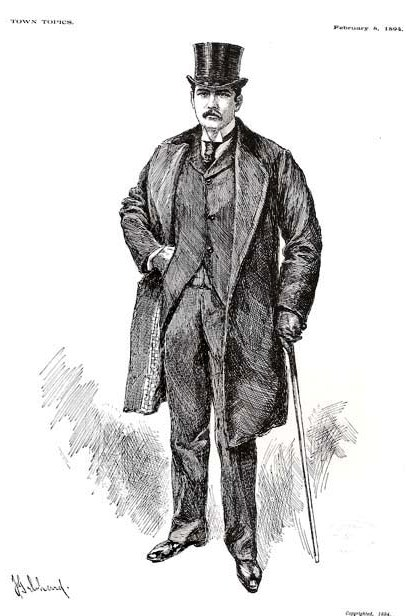
Frederick Gebhard

El abuelo paterno de Gebhard llegó a Nueva York desde Holanda en 1800. Trabajó como agente para una compañía holandesa, dedicándose finalmente a su propia empresa importadora de ginebra. Más tarde, se asoció con su sobrino Frederick Schuchardt y con su yerno Frederick Favre. Entre 1830 y 1832 adoptó tres niños (tres hermanos), cuyos apellidos se cambiaron de Bruce a Gebhard por motivos legales. Frederick Charles, el mayor de estos niños, se incorporó a la empresa familiar en 1845. Por aquella época había expandido su negocio mercantil, invirtiendo en bancos y ferrocarriles. En 1850 se casó con Kate Davis, hija de Thomas E. Davis, un rico promotor inmobiliario de Nueva York. Tuvieron tres niños, Frederick, Isabelle y Henry Jr., que quedaron huérfanos a una edad temprana, cuando su padre murió en 1865 y su madre en 1870. Los niños pasaron a ser tutelados por su tío. El más joven, Henry Jr., falleció en 1871 a los diez años de edad.
Frederick Gebhard y su hermana heredaron las propiedades de sus padres y de su abuelo. También heredaron la mansión familiar de Nueva York (en el n° 100 de la Quinta Avenida) donde residían. Fue por entonces, con tan solo 22 años de edad, cuando conoció a Langtry. Gebhard ha sido descrito como un joven miembro de diversos clubes, deportista, dueño de caballos de carreras, y admirador de la belleza femenina, tanto dentro como fuera de los escenarios. Sus intereses incluían la cría de caballos de carreras, la cría de perros, y las regatas de yates. Fue también coleccionista de libros, documentos, impresos, grabados y autógrafos. En su colección había cartas autógrafas firmadas de Abraham Lincoln, Washington y partituras musicales firmadas por Verdi y Mendelssohn.
Estaba muy bien relacionado con la alta sociedad de Nueva York, antiguas y acaudaladas familias como los Vanderbilt, Stuyvesant, Livingston, Remsen, Neilson, Hunt, Delafleld, Lawrence, Wells o Leverich. Otros tíos y primos eran banqueros, como Frederich Schuchardt y Thomas A. Vyse Jr.. Su tío abuelo era el Padre John Power, vicario general de Nueva York; y también estaba emparentado con varios aristócratas europeos (un almirante británico y un miembro irlandés del Parlamento Británico). Otro de sus tíos era John F. A. Sanford, el colonizador, quien a través de su primer matrimonio tenía lazos con la familia de Pierre Chouteau de San Luis.

## Lillie Langtry

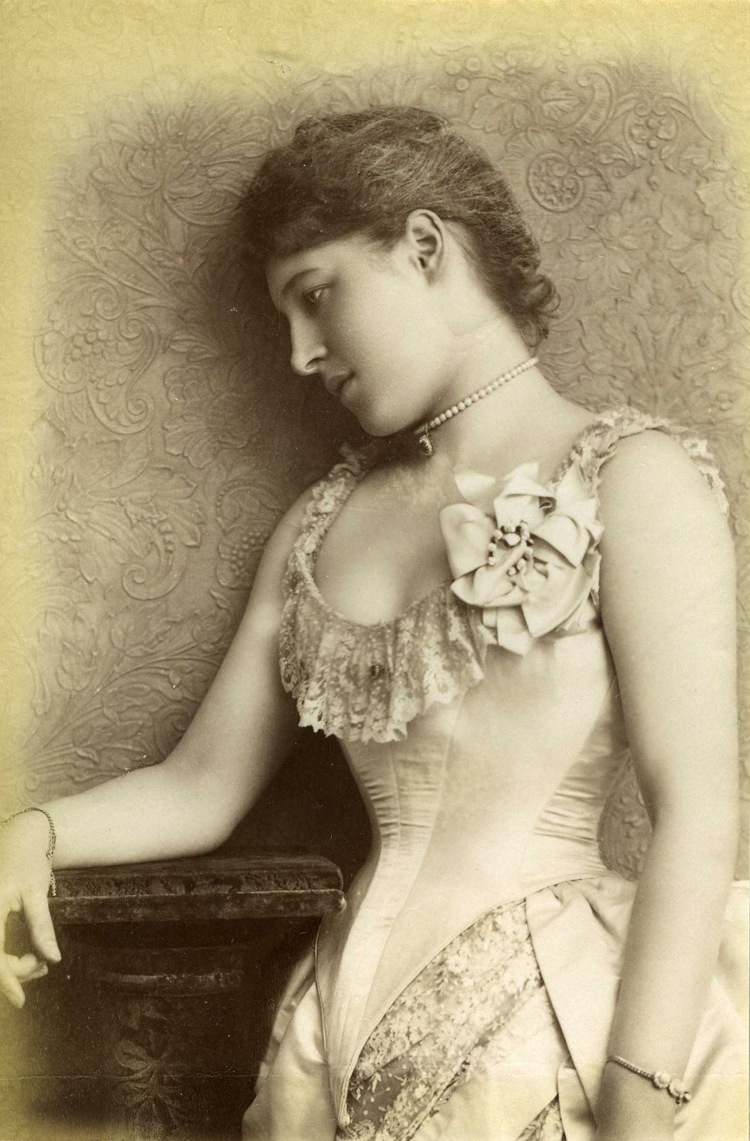
Lillie Langtry en 1885

Gebhard conoció a Lillie Langtry en 1882, durante una de sus primeras apariciones en Nueva York. Lillie había nacido en la isla de Jersey en 1853, hija del deán William le Breton, dirigente de la iglesia de Inglaterra en la isla. Se casó en 1874 y se fue a vivir a Londres. Su belleza y encanto atrajeron el interés de la sociedad londinense, llamando la atención del Príncipe de Gales (futuro rey Eduardo VII de Inglaterra), de quien fue amante entre 1877 y 1880. Cuando esta relación se enfrió, Langtry se encontró con dificultades financieras, y un amigo le sugiririó que probase como actriz teatral para obtener dinero. Después de una prueba inicial fuera de Londres y una gira exitosa, fue invitada a actuar en los Estados Unidos, llegando a Nueva York en 1882. A pesar de que todavía estaba casada, inició un romance con Gebhard y la publicidad que este hecho generó le garantizó la masiva afluencia del público a sus representaciones. Su relación continuó hasta 1892, a pesar de la desaprobación de algunas personas de su entorno. Durante el tiempo en que estuvieron juntos, a menudo se rumureó que se casarían, pero el marido de Langtry ne negó a concederle el divorcio. Finalmente lo obtuvo en 1897, pero para entonces ya era demasiado tarde.

## Carreras de caballos
Gebhard viajó con Langtry durante sus giras, siendo conocido como su “director”. En los Estados Unidos disponían para sus desplazamientos de su propio vagón de tren especialmente diseñado. La pareja adquirió ranchos contiguos en California, y además Langtry fue provista de una casa en Nueva York. También compartían intereses en los caballos de carreras. Gebhard poseía uno de los mejores caballos de carreras de larga distancia de la época, llamado Eole, que enviaron a Inglaterra para la temporada de 1885. El caballo no cubrió las expectativas suscitadas, siendo derrotado por St. Gatien en la Copa de Oro de Ascot. Quince años más tarde, Langtry ganaría la Copa de Oro con su caballo Merman. Durante los últimos años de su relación con Langtry, Gebhard perdió el interés por su rancho Guenoc de California, dejándolo al cuidado de su director Charles W. Aby, quien también se ocupaba del rancho adyacente de Langtry. En 1893, Gebhard visitó su propiedad después de una ausencia de “varios años” y se lo encontró prácticamente en la ruina. Despidió a Aby y lo denunció ante los tribunales.
A pesar de que Eole no había triunfado en 1885, Gebhard tuvo algún éxito durante aquella temporada en Inglaterra con un caballo de obstáculos llamado Jolly Sir John. Volvió a correr otra vez en 1886 y lo inscribió en el Grand National, pero el caballo cayó en el obstáculo conocido como "Valentine". Gebhard más tarde estuvo relacionado con la "National Steeplechase Asociation" en Estados Unidos. Tom Cannon entrenó los caballos de Gebhard basados en Inglaterra, en sus establos de Danebury. George Alexander Baird, quien más tarde también mantendría una relación con Langtry, tuvo sus caballos entrenando en el mismo establo.
Muchos de los caballos de Gebhard murieron en 1887 en los Estados Unidos debido a un accidente ferroviario. El tren, en ruta hacia California, descarriló, cayendo el vagón de los caballos por un terraplén e incendiándose a continuación. Otro fuego en 1900 destruyó los establos en su casa de campo de Westbury, Long Island, pero los animales pudieron ser rescatados.

## Tratamiento contra el alcoholismo
En 1892 Gebhard fue tratado en los Keeley Institutes, White Planes, de su alcoholismo. Le fue aplicado un tratamiento entonces de moda a base de inyecciones de bicloruro de oro. Un año después, un primo de Gebhard, William E. D. Vyse, abrió una sucursal del Instituto en Babylon, Long Island, con financiación según se dice de Gebhard.

## Riqueza heredada
El abuelo materno de Gebhard, Thomas E. Davis hizo provisión para que Frederick y su hermana recibiesen ingresos de su propiedad hasta cumplir los 30, momento en el que recibirían la herencia completa. En 1893, Gebhard debió iniciar acciones legales para hacer valer la cláususla a su favor y al de su hermana. La herencia de Thomas E. Davis incluía propiedades en Broadway, Nassau, William Street otros barrios residenciales; Gebhard y su hermana recibieron cada uno una veinticuatroava parte de la herencia, más una parte objeto de disputa de la participación de su tía Nora, que había fallecido en 1874.

## Matrimonios
En 1894 Gebhard se casó con Louise Hollingsworth Morris de Baltimore. La ceremonia se celebró en casa de padres de la novia, y fue oficiada por el ministro presbiteriano Maltbie Davenport Babcock. La pareja se divorció en 1901: él adujo abandono y ella que había sido expulsada; el divorcio fue fallado a favor de su mujer. Poco después del divorcio Louise se casó con Henry Clews.
Gebhard se casó después con Marie L Gamble, una actriz conocida como Marie Wilson, que había sido miembro de un sexteto de nombre el Florodora. La boda se celebró en secreto en 1907 por el ministro reverendo baptista doctor Henry Marsh Warren, pero los detalles se filtraron meses más tarde. Warren era conocido como “Hotel Parson”, porque prestaba sus servicios en lobbies de hotel y estaba disponible a cualquier hora del día. Este clérigo fue también el fundador de la Liga Nacional Salva una Vida, formada para impedir suicidios. A pesar de que se separaron, Marie regresó para cuidar a Gebhard durante su enfermedad final. Tras su muerte en 1910, Marie impugnó el testamento en el que Isabelle, la hermana de Gebhard, era declarada única beneficiaria. Marie reclamó que Gebhard había hecho un nuevo testamento antes de morir; y también que el valor de la propiedad era mucho más alto del que figuraba declarado en la testamentaría.

## Problemas económicos
En sus últimos años, Gebhard se vio afectado por dificultades económicas. Un fracasado negocio de comercialización de grandes vinos, le obligó a pedir dinero prestado a su hermana. Finalmente, Isabelle debió reclamar la deuda ante los tribunales para recuperar su dinero (unos 65.000 dólares).
Gebhard pertenecía a una familia católica devota; su funeral se ofició en la Iglesia católica de Westbury, Long Island, y está enterrado en la bóveda familiar de la iglesia de San Marcos en Manhattan.

## Su hermana Belle Neilson
Su hermana Isabelle (Belle), se casó con Frederick Neilson en 1873, con quien tuvo tres hijos. Su hija Cathleen, nacida en 1885, se casó con Reginald Claypoole Vanderbilt el 14 de abril de 1903 en una ceremonia católica en Newport, Rhode Island.